# 格朗里夫
格朗里夫（法語：Grandrif，法語發音：[ɡʁɑ̃ʁif]）是法国多姆山省的一个市镇，属于昂贝尔区。

## 地理
格朗里夫（45°30'18"N, 3°49'2"E）面积22.15 平方千米，位于法国奥弗涅-罗讷-阿尔卑斯大区多姆山省，该省份为法国中南部省份，北起阿列省接壤，东临卢瓦尔省，南至上盧瓦爾省和康塔爾省，西接科雷兹省和克勒兹省。
与格朗里夫接壤的市镇（或旧市镇、城区）包括：昂贝尔、巴菲、埃格利索勒、圣昂泰姆、圣瑞斯特、圣马丹德索尔姆、圣罗曼、瓦尔西维耶尔。

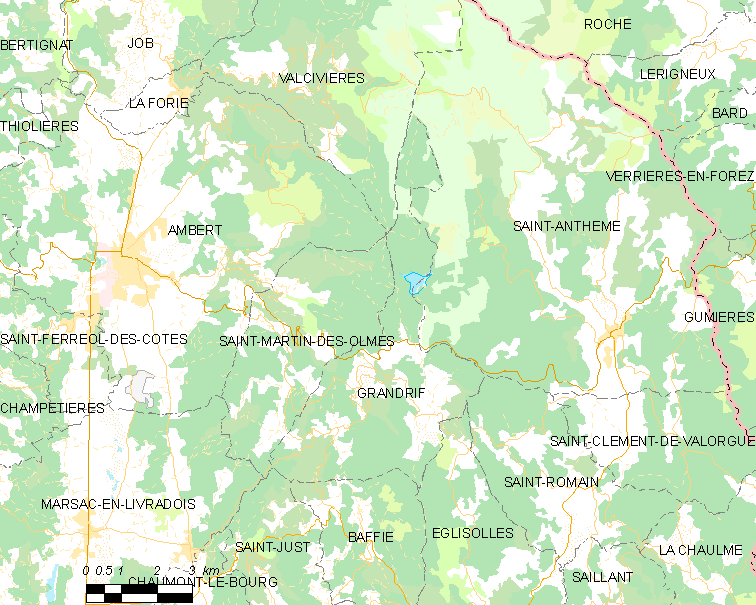
格朗里夫的OSM定位图

格朗里夫的时区为UTC+01:00、UTC+02:00（夏令时）。

## 行政
格朗里夫的邮政编码为63600，INSEE市镇编码为63173。

## 政治
格朗里夫所属的省级选区为昂贝尔县。

## 人口

1962-2008年间格朗里夫人口变化图示

格朗里夫于2022年1月1日时的人口数量为203人。